# جون مايسانو
جون مايسانو (بالإنجليزية: John Maisano)‏ (6 يناير 1979 في أستراليا - ) هو لاعب كرة قدم أسترالي في مركز الوسط. شارك مع منتخب أستراليا تحت 17 سنة لكرة القدم ومنتخب أستراليا تحت 20 سنة لكرة القدم. أما مع النوادي، فقد لعب مع أتالانتا وماركوني ستاليونز ونادي آير يونايتد ونادي فيسترلو وهيلموند سبورت ونادي سترنرير ‏ ونادي غرينوك مورتون.

## وصلات خارجية
- جون مايسانو على موقع الاتحاد الدولي (مؤرشف)  (الإنجليزية)